# 楊永明
楊永明（1964年7月13日—），臺灣國際政治學者、政治人物，為國立臺灣大學政治系退休教授，美國維吉尼亞大學國際關係博士畢業，現任臺北論壇基金會執行長，曾任國安會副秘書長、行政院新聞局長、公視《全球現場》主播、國安會諮委、行政院陸委會諮委、外交部諮委、國際關係學會會長、日本東京大學訪問學者，他曾參選臺北市第六選區立法委員初選，但敗給前台北市議員羅智強。

## 學術經历
楊永明曾任中華民國國家安全會議副秘書長（2012年8月1日-2013年8月1日）。
而學術工作方面，楊永明在1996年－2012年是國立臺灣大學政治學系國際關係組專任教授，曾發表數十篇中、英、日文學術專書與會議論文，研究議題包括國際法與國際組織、國際安全、以及臺灣安全與兩岸關係。其同時維護兩個學術網站，分別為國際事務首頁 （页面存档备份，存于）與Taiwan Security Research （页面存档备份，存于），後者曾獲《外交季刊》（Foreign Affair）書評推薦。
楊永明於2004年5月至2005年擔任公共電視文化事業基金會國際新聞節目《全球現場》主播兼解析員。在2008年，由於從事日本與東亞安全研究，以及推動台日交流，獲日本世界和平研究所頒第4屆「中曾根康弘獎」獎勵獎，成為第一個獲得此獎項的台灣人。
楊永明任新聞局長期間，由於體認國內社會接觸國外新聞管道的普遍缺乏與不易，因而架設名為「國際新聞讀報站 （页面存档备份，存于）」之國外新聞瀏覽平台，直至今日，仍有相關單位定期更新國外各大報之新聞重點標題。另外，為推廣台灣著名小吃與美食文化，也架設「台灣美食文化網」，詳細介紹台灣諸多著名美食，網站並提供英文、日文、西班牙文等語言介面，方便國外觀光客瀏覽。

### 台灣安全網站(Taiwan Security Research, TSR)
- 楊永明基於「促進學術研究」、「擴大議題討論」與「增加國際溝通」理念，從1997年暑假起製作英文的「Taiwan Security Research（TSR）」， （页面存档备份，存于）作為提供國際學者研究台灣安全議題的資料庫與論壇，以提升國際學界研究台灣安全議題的普遍性與重要性。台灣安全研究網站已經受到國際學界廣泛稱讚與肯定，被視為台灣與區域安全研究的重要資料庫。TSR網站並獲得澳洲國立大學之WWW Asian Studies Online列為「四星網站」研究網站，以及亞太最佳網站榮譽。2000年7/8月份「外交事務」（Foreign Affairs）季刊並在書評之中評論TSR網站，給予TSR相當肯定與鼓勵。
- 至2008年5月開始，楊永明獨立經營該網站，持續彙整全世界主流媒體之新聞報導、專業評論與分析文章等，領域包含了台灣安全、國際關係、兩岸關係、美日外交政策等，並每天親自更新有關文章。目前該網站已含納世界上千名學者、專家、媒體及重要決策者之研究及研析意見，且具有「即時」、「平衡」、「深入」之特性。
- 此外，楊永明為加強台灣安全、亞太安全與兩岸關係等相關學術議題之研究，除了撰寫文章進行學術研究之外，並推動國內外學術機構與智庫對於台灣安全議題的研討與對話，特在國立台灣大學政治學系下成立「台灣安全研究中心」，英文名稱為Taiwan Security Research Center（TSRC）。

### 日本外交與安全研究
近幾年有關楊永明在日本方面的學術研究著作，有幾項主要成果：
- 1999開始，陸續至日本東京大學、早稻田大學、慶應大學、中央大學等日本著名學府擔任客座教授，針對美日安保、日本外交政策等主題進行深入研析。在當時，台灣留日學者出現斷層，楊永明也積極鼓勵年輕學者投入日本研究等相關領域。

- NBR「台灣與美日安保」研究計畫。於2005年3月應美國亞洲研究基金會(National Bureau of Asian Research, NBR，該機構為美國官方之著名亞洲研究學術機構)之邀，與兩位美國學者和一位日本學者(Michael McDevid, Jim Aurer, 添谷芳秀)共同撰寫美日中三邊安全關係與台灣安全問題之研究計畫，並前往美國太平洋總司令部向負責軍官進行提案。

- 「台日關係」日文專書出版計畫（東京大學出版）。從2006年起與日本三位學者共同研究撰寫「台日關係：1945-2005」一書，三位日本學者分別為東京大學松田康博、東京大學川島真、國士館大學清水麗三人，分別負責不同階段台日關係歷史的論文撰寫，楊永明負責1995-2005部分。研究計畫分別在台北與東京舉辦多次論文發表會，本書已於2008年4月由東京大學出版社出版。

- 哈佛大學「台灣、日本、東亞安全」研究計畫。2007年10月參與哈佛大學甘乃迪學院「台灣、日本、東亞安全」研究計畫，結合美國、日本、中國、及台灣四方學者，包括Steve Goldstein, Randy Schriver, 添谷芳秀，松田康博、北京的楊伯江，及楊永明，分別在東京、台北、北京三地發表研究論文，專書已在2008年年中出版。

- 在2008年，由於從事日本與東亞安全研究，以及推動台日交流，獲日本世界和平研究所頒第4屆「中曾根康弘獎」獎勵獎，成為第一個獲得此獎項的台灣人。

### 國際關係學會
- 台灣為國際社會一分子，從產業結構與國際聯繫層面言之，應是一個相當國際化的社會，甚至掌握國際脈動就是台灣的出路與發展。然而，台灣雖然在民主化與本土化層面日漸展開，卻並未同時重視掌握全球化影響下的國際脈動，使得台灣與國際和東亞社會出現無法有效接軌的現象。楊永明有感於此，便號召有志一同的學者於2007年成立國際關係學會，並於2007年-2009年間擔任秘書長一職。

- 該學會會員人數可說是在台灣學術性社團當中數一數二者，楊永明擔任秘書長期間也協助成立「當代日本研究學會」，並推動日本研究中心之相關學成計畫。

### 東亞國際關係與兩岸關係
- 2007年4月於柏克萊大學發表有關當前東亞國際關係與美國之東亞政策，主張美國企圖建構雙重「新舊金山體系」，在安全與經濟面，確保東亞穩定與經濟開放。

- 目前已出版一本涵蓋國際關係理論、區域研究、區域安全與合作與國際組織等內容之《國際關係》教科書。

### 國際安全與國際法
- 2003年出版學術著作「國際安全與國際法」，於2008年上半年發行修訂之第二版。
- 2008年1月發表「Japan and Confidence-Building Measures: Policy Implications for Cross-Strait Relations」。

### 學術經歷整理
1986年於臺灣大學政治學系取得學士學位，並分別於臺灣大學政治學研究所、美國維吉尼亞大學取得國際關係碩士（1988年）與國際法與國際組織博士（1996年）等學位。
- 1996-1997年，三軍大學戰爭學院榮譽講座
- 1996-2010年，國立臺灣大學政治學系教授
- 1996年，加拿大英屬哥倫比亞大學訪問學者
- 1999年，日本東京大學訪問學者
- 2000年，日本慶應大學訪問學者
- 2001年、2006年日本中央大學訪問教授
- 2003-2009年，臺灣政治學會《臺灣政治學刊》編輯委員
- 2004-2011年，國立臺灣大學政治學系臺灣安全研究中心主任
- 2005-2009年，國立政治大學外交學系《國際關係學報》編輯委員
- 2006-2008年，中國大陸研究編輯委員
- 2007年，日本早稻田大學訪問教授
- 2007-2009年，國際關係學會秘書長
- 2008年-迄今，亞洲政治與政策編輯委員
- 2010年-迄今，當代日本研究學會理事
- 2011年-迄今，國立臺灣大學政治學系兼任教授

## 政治經历

### 任新聞局長以前（2011年以前）
楊永明於2002年，任外交部諮詢委員；至2006年，任行政院大陸委員會諮詢委員；到了2008-2010年間，由於學術上之表現與成就，加上擁有過去外交部與陸委會的重要經歷，因此受總統任命為國家安全會議諮詢委員。

### 出任新聞局長期間（2011年5月－2012年5月）
2008年進入國安會，楊永明擔任總統外交幕僚，正值台灣採行活路外交時期；又在2010年五都選舉時刻中接手新聞局長，由於此時再度借調不符合台大校內之規定，因此多番考量後，決定辭去台大教職，專心從事政務工作。其新聞局長任內，較具指標性的政策作為有:

#### 國內新聞聯繫與文宣多元化

##### 處理塑化劑事件，負責媒體回應
2011年（民國100年）5月19日發生塑化劑汙染食品事件，為迅速因應並妥善處理輿論壓力，參與行政院「塑化劑污染食品事件危機處理會議」，協助衛生署成立「緊急應變小組」，定期召開記者會，說明政府處理塑化劑最新情況，並直接參與call-in節目，並以「全聯先生」之形象對外保證，化解社會對塑化劑的疑慮。

##### 萊克多巴胺議題文宣規劃，對外說明化解疑慮
2012年（民國101年）3月起因應萊克多巴胺議題，規畫召開跨部會記者會，不時以撰發新聞稿對外說明，並撰擬說帖、製作摺頁、DM、說帖小冊等加強文宣效益。另安排親上廣播等電子媒體說明澄清政府處理萊克多巴胺議題相關作為。

#### 擴大國際宣傳面向

##### 赴美拜會主流媒體、學界及政府高層
2011年（民國100年）7月赴美國紐約及華府，出席計3場公開演說、4家國際媒體專訪、7場學者智庫座談及拜會5家紐約暨華府地區主流媒體編輯主筆，並會晤美國政府高層官員，與美國輿論界菁英交換意見，期望提高台灣在美國媒體的曝光度。演講內容包含:亞洲協會演講《台灣在兩岸關係的雙贏策略》、維吉尼亞大學演講《台灣第一的策略》、全國記者俱樂部演講《台灣：亞太和平的締造者》。行程中並接受日本「朝日電視台」、「共同通訊社」等專訪，並與紐約時報、時代雜誌、華爾街日報以及華盛頓郵報等主流媒體晤談。同時，亦和美國重要智庫如「自由之家」、「美國外交政策全國委員會」、「聯合國記者協會」座談，針對當時2012總統大選、兩岸關係等議題交換意見。

##### 創立「國際新聞讀報站」，提升即時國際新聞連結
2012年（民國101年）3月中旬啟用「國際新聞讀報站」（internationalnewsstation.tw），整合訊息平台，提供「國際頭條新聞」、「國際媒體社/評論」與「國際看台灣」的國際時事連結，並有「時報專題」和「新聞照片」，希望透過此一平台連結全球國際主流媒體，在中文網路環境下，讓臺灣瞭解國際社會，方便讀者能搜尋及閱讀臺灣及國際重大新聞。

##### 架設「台灣美食文化網」，使國際社會能從美食認識台灣
2011年（民國100年）11月30日推出多國語文版「臺灣美食文化網」（taiwanfoodculture.net），以此善用臺灣飲食文化的珍貴活資產和豐富內涵，透過網站力量傳佈，將臺灣推向國際，也藉此讓外國民眾透過美食認識台灣文化，進一步帶動觀光能量。目前已完成8國語文版，菜餚介紹7大類共一百多道菜色，並涵括餐廳資訊，內容持續擴充中。

##### 建置「日文電子報」，闢Taiwan in Depth專區
2011年（民國100年）8月1日創建 「今日台灣電子報」日文版，網站有8成以上為日本讀者訂閱，並獲得日本線上資料庫「NIKKEI TELECOM 21」簽約合作。另2011年（民國100年）完成英文電子報改版，網頁瀏覽率增長76%，更於2012年（民國101年）3月1日特別開闢「縱深台灣 (Taiwan in Depth)」專區，結合深度報導與時事評析，提供國際讀者另一個掌握台灣社會脈動的平台。
該網站 TaiwanInDepth.tw 網址在2015年1月28日，被來自Bulgaria的Metodi Darzev註冊走，目前已經無法訪視。

#### 推動發展影視出版文創產業
就任局長後，適逢低迷已久的國片開始大步復甦，楊永明即爭取更多政府資金挹注製作、人才與行銷之外，舉辦多場電影論壇、將「電影紀錄片」特別設組，以帶動提昇電影質量。此外，楊永明局長也宣導無線電視數位轉換工作、推動原創漫畫擴大參與國際展覽，創設「數位媒體收視調查與稽核機制」，歷經八個多月、十七場大中小型會議，集合了產、官、學各方的支持，期盼當時得以逐步改善台灣媒體環境並帶動優質節目產出。

##### 改善媒體環境，建立「數位媒體收視調查委員會」
2011年（民國100年）8月間啟動專案，主動邀集學界、業界、廣告主、收視率調查公司及政府相關單位，就過往節目製作受收視率影響惡性循環的情況進行諮詢，研議可行的解決方向，協調共同合作平台研議。101年3月7日召開記者會，宣示成果與啟動建立新機制，於2012年（民國101年）4月底協助成立「數位媒體收視行為調查及稽核委員會」，並辦「收視質」調查。
而改善媒體環境必須與電視與廣告業者建立溝通機制，因此當時新聞局也走訪許多電視相關業者並聽取意見，包含：凱絡媒體公司總經理朱詣璋（曾任台北市媒體服務代理商協會理事長）、凱擘集團副總經理謝明益、台灣有線寬頻產業協會秘書長彭淑芬、尼爾森行銷研究顧問公司媒體研究總監王道平、媒體研究副總監陳筱雁、企業行銷公關資深經理温珮妤、香港商群邑有限公司台灣分公司董事長余湘、中華民國衛星廣播電視事業商業同業公會理事長練台生、中華電信公司多媒體管理處陳處長鏡明、TVBS總經理楊鳴、魔域行銷公司董事長賴東明、中華民國電視學會-執行單位 民視總經理陳剛信、台灣廣告主協會（TAA）理事長王世明與秘書長王彩雲。

### 卸任新聞局長後（2012年5月之後）
由於政府組織精簡，楊永明成為最後一任中華民國行政院新聞局局長。卸任新聞局長後，楊永明重回國安體系，於2012年5月底再度任命為國家安全會議諮詢委員。2012年8月，楊永明獲任命為國家安全會議副秘書長。2013年7月12日，楊永明拜會基隆市議會議長黃景泰時表態參選基隆市市長，並說總統馬英九已經核准他辭任國家安全會議副秘書長。7月17日總統府發布總統令，任命駐美代表處副代表張大同為國安會副秘書長，8月1日生效。10月11日，對外宣告退出基隆市長初選。
2023年2月13日，宣布將在同月18日召開參選2024大安區立法委員記者會。

## 著作
- 川島真、松田康博、楊永明、清水麗等人合著，《日台関係史 1945‐2008》，東京大学出版会，2009，ISBN 4130322117。

## 節目專訪
1. 央廣Shirley Lin專訪前新聞局局長Philip Yang楊永明-Part 1 （页面存档备份，存于）
2. 央廣Shirley Lin專訪前新聞局局長Philip Yang楊永明-Part 2 （页面存档备份，存于）
3. 專訪新聞局長楊永明-談文化部的成立 （页面存档备份，存于）

## 外部連結
- 行政院新聞局長の紹介
- Taiwan Security Research（TSR） （页面存档备份，存于）
- 楊永明ホームページ （页面存档备份，存于）

| 官衔          | 官衔                                                    | 官衔                              |
| ------------- | ------------------------------------------------------- | --------------------------------- |
| 行政院        |                                                         |                                   |
| 前任： 江啟臣 | 行政院新聞局局長 第二十八任 2011年5月1日－2012年5月20日 | 末任 （改制為行政院發言人辦公室） |